# Санта-Марія-ін-Космедін
Санта-Марія-ін-Космедін (італ. Santa Maria in Cosmedin) — церква діви Марії на лівому (східному) березі Тибру в Римі, біля великого цирку.

## Історія
Побудована в VI столітті на місці одного з язичницьких храмів на «Бичачому форумі» (Forum Boarium). У VIII столітті тут служили грецькі ченці, які втекли від гонінь іконоборства, звідси друга назва храму — de Schola Graeca. Латинське «Cosmedin» — спотворення грецького епітета «прекрасний». Папа Микола I побудував тут свій палац, у якому проходили вибори Геласія II, Целестина III і Бенедикта XIII. Церкву ґрунтовно оновлювали в 1118–1124. Після довгого періоду занепаду в 1718 і, нарешті, в 1894–1899 роках. Храм виділяється середньовічними прикрасами і дорогоцінним інтер'єром (особливо примітна мозаїка VIII ст. зі старого собору св. Петра), однак туристів приваблює сюди інше — овіяні романтичними легендами «Вуста Правди» (італ. Bocca della Verità).

## Титулярна дияконія
Церква Санта-Марія-ін-Космедін є титулярною дияконією, кардиналом-дияконом з титулом дияконії Санта Марія ін Космедін з 15 грудня 1958 року по 26 червня 1967 року був італійський кардинал Франческо Роберті. Нині вакантна.

## Галерея

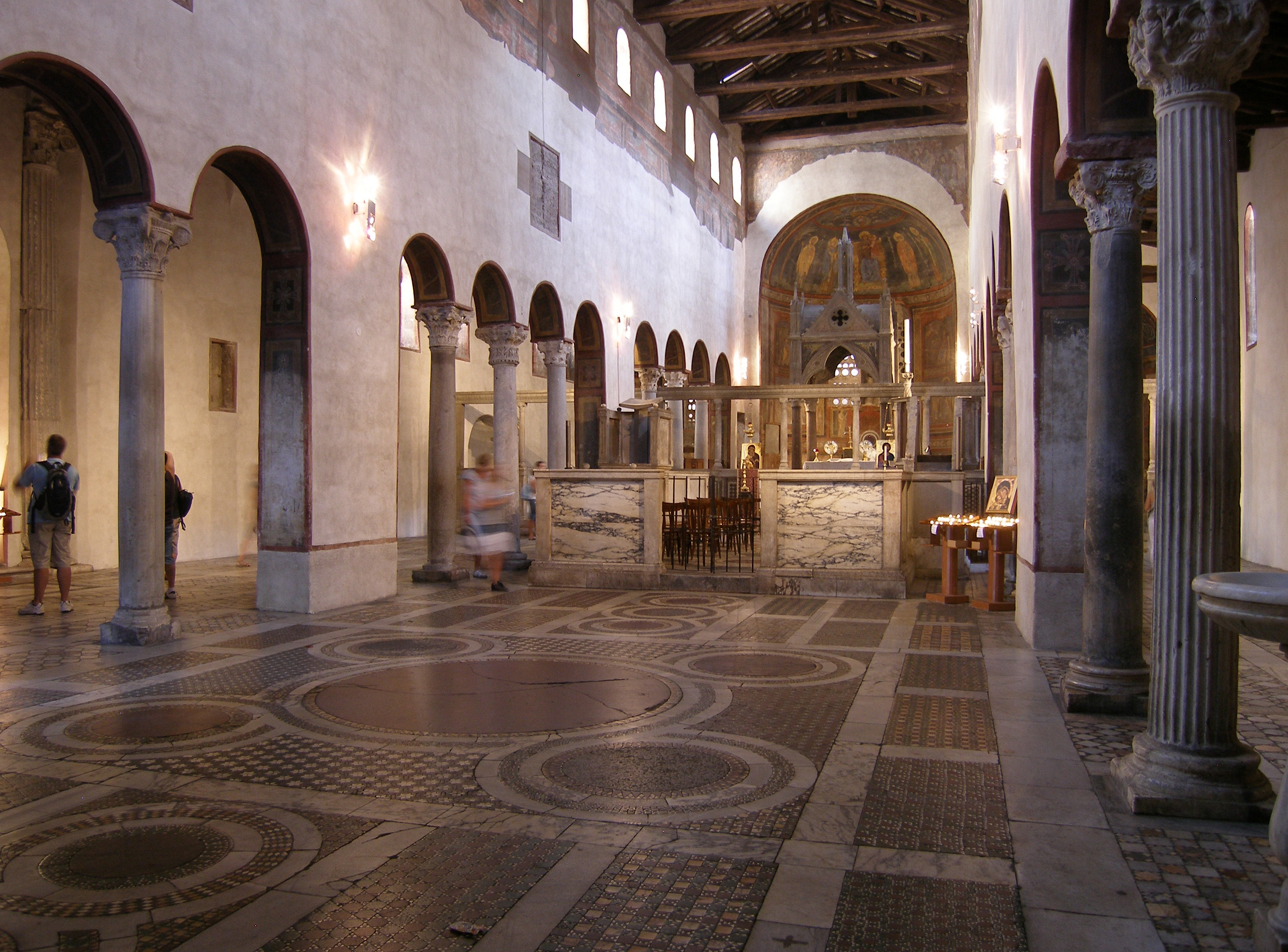
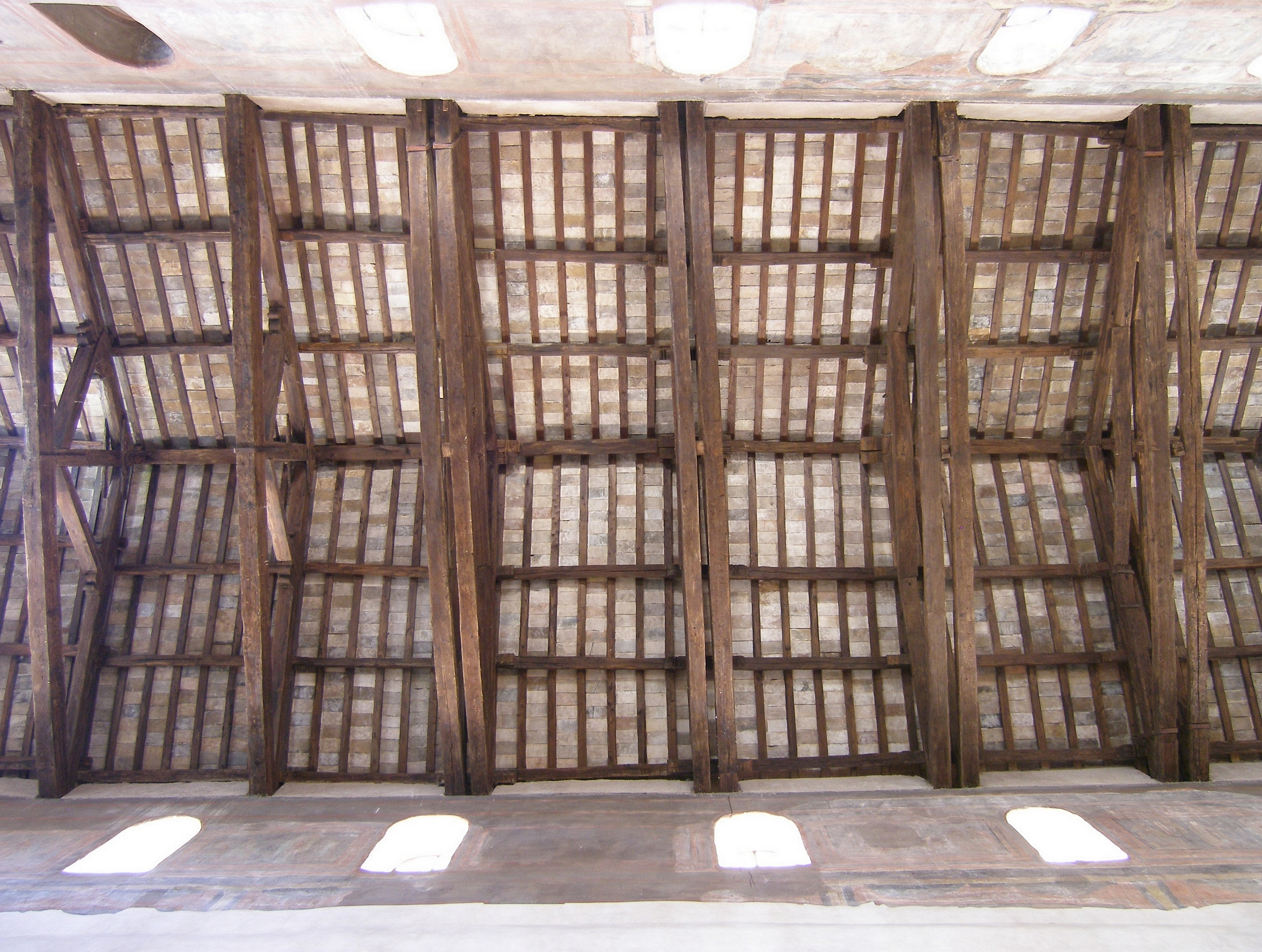
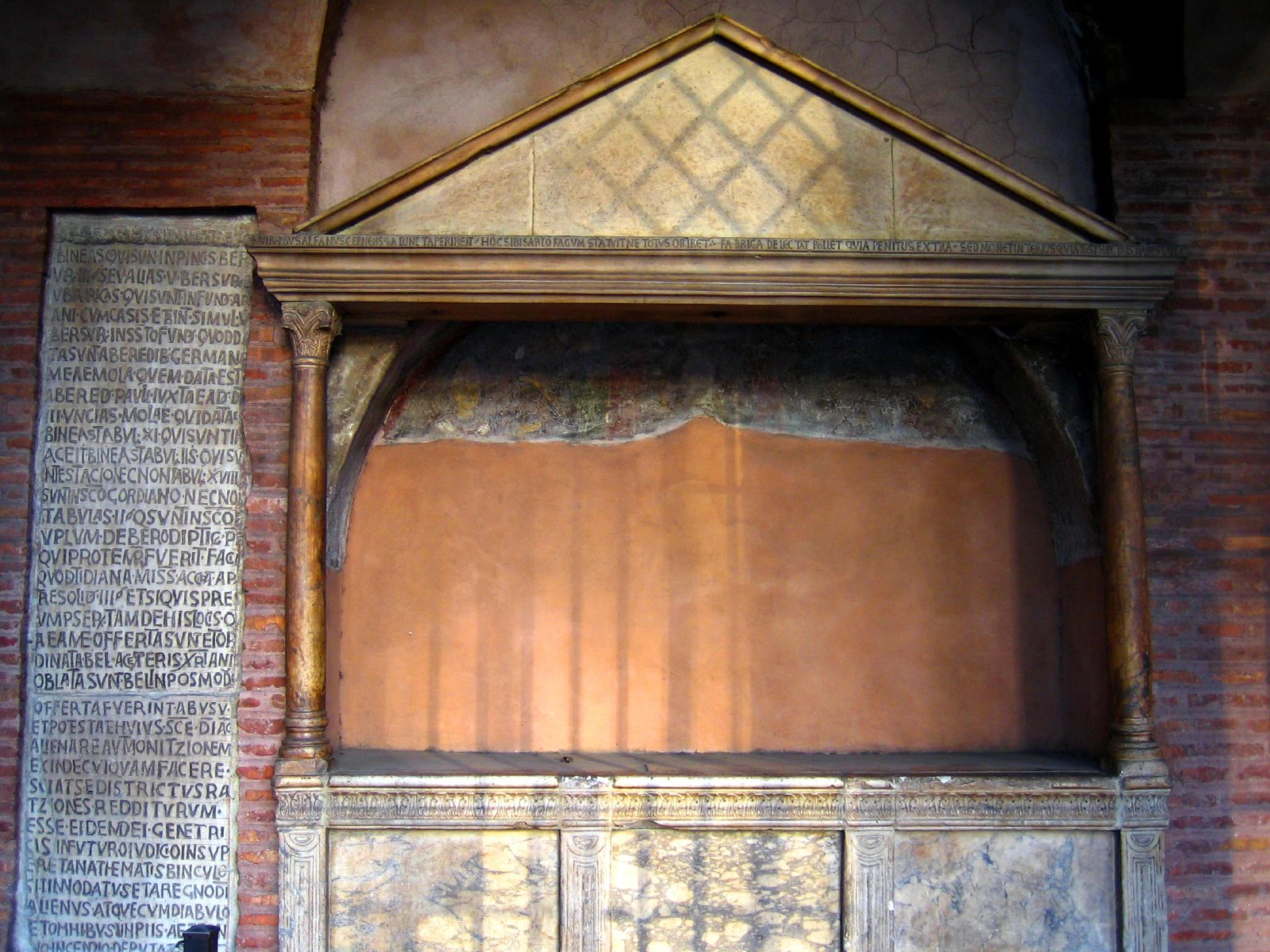
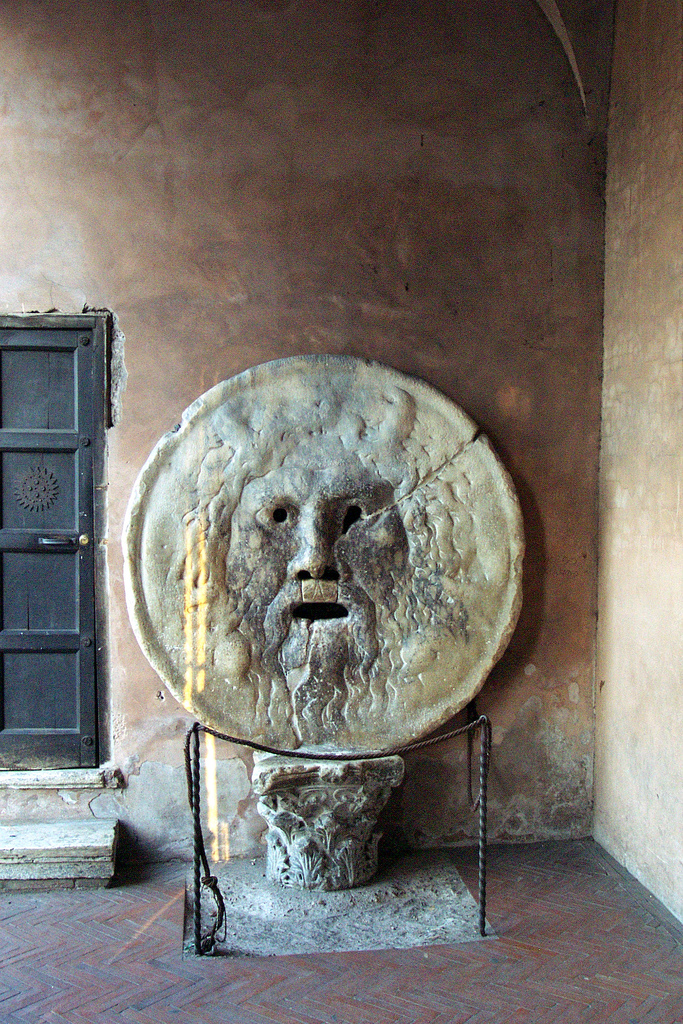
Вуста Правди
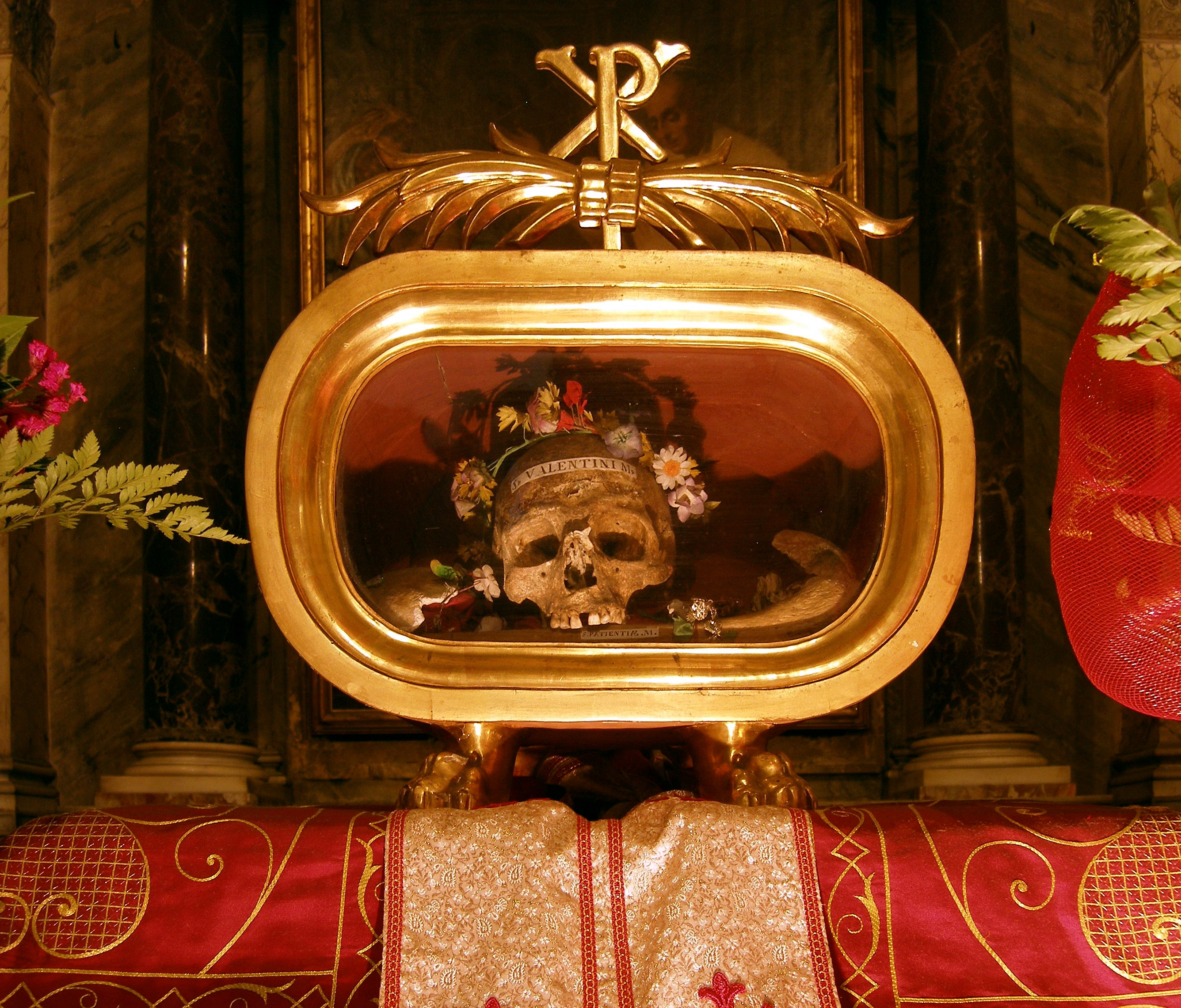
Череп святого Валентина
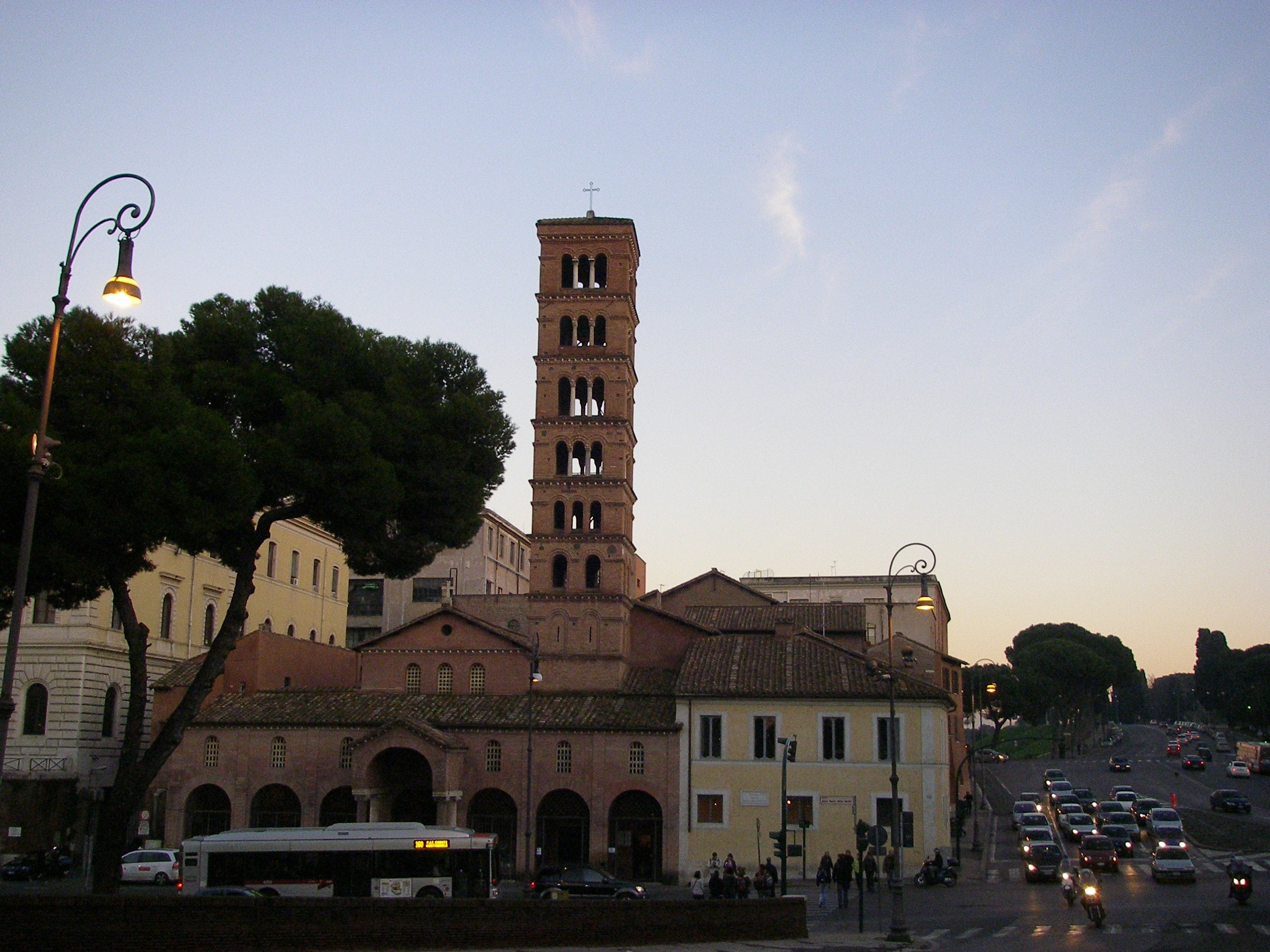
Санта Марія ін Космедін